# 绍林格讷卢尔
绍林格讷卢尔（Sholinganallur）是印度泰米尔纳德邦的一个城镇。总人口15519（2001年）。

## 人口
该地2001年总人口15519人，其中男性8120人，女性7399人；0—6岁人口1905人，其中男991人，女914人；识字率71.74%，其中男性为77.77%，女性为65.12%。